# Dayton Electric Car Company
Dayton Electric Car Company, ursprünglich Dayton Electromobile Company, war ein US-amerikanischer Hersteller von Automobilen.

## Unternehmensgeschichte
Das Unternehmen hatte seinen Sitz in Dayton in Ohio. Es stellte von 1911 bis 1914 Automobile her, die als Dayton vermarktet wurden. Im November 1914 verkündete der Präsident John L. Baker den Beginn der Insolvenz.
Die J. L. B. Motor Car Company übernahm das Unternehmen, fertigte bis Jahresende noch einzelne Fahrzeuge aus vorhandenen Teilen und stellte die Ersatzteilversorgung sicher.

## Fahrzeuge
Im Angebot standen Elektroautos. Gelenkt wurde mit einem Lenkrad.
1911 gab es das Model 101 in zwei verschiedenen Fahrgestelllängen. Das kürzere mit 203 cm Radstand bildete die Basis für Coupés mit zwei und drei Sitzen, Victoria und Stanhope. Ein viersitziges Coupé hatte 218 cm Radstand.
1912 wurde das Sortiment auf drei Modelle ausgedehnt. Außerdem bestand nun die Wahl zwischen Ketten- und Kardanantrieb. Das Model 102 war ein Coupé und hatte 218 cm Radstand. Das Model 103 wurde als Straight Front Coupé bezeichnet und hatte den kürzeren Radstand von 203 cm. Model 4 war ein Victoria auf gleicher Basis.
Im Zeitraum von 1913 bis 1914 gab es nur noch Coupés. Beim Model 1021 betrug der Radstand 218 cm und beim Model 1022 234 cm. Die Art der Kraftübertragung ist nicht mehr angegeben, woraus eine Quelle auf Kardanantrieb schließt.

## Modellübersicht
| Jahr      | Modell     | Radstand (cm) | Aufbau                                          |
| --------- | ---------- | ------------- | ----------------------------------------------- |
| 1911      | Model 101  | 203           | Coupé 2-sitzig und 3-sitzig, Victoria, Stanhope |
| 1911      | Model 101  | 218           | Coupé 4-sitzig                                  |
| 1912      | Model 102  | 218           | Coupé                                           |
| 1912      | Model 103  | 203           | Straight Front Coupé                            |
| 1912      | Model 104  | 203           | Victoria                                        |
| 1913–1914 | Model 1021 | 218           | Coupé                                           |
| 1913–1914 | Model 1022 | 234           | Coupé                                           |